# Escoville
Escoville é uma comuna francesa na região administrativa da Normandia, no departamento Calvados. Estende-se por uma área de 5,19 km². Em 2010 a comuna tinha 811 habitantes (densidade: 156,3 hab./km²).